# Reformierte Kirche Bivio

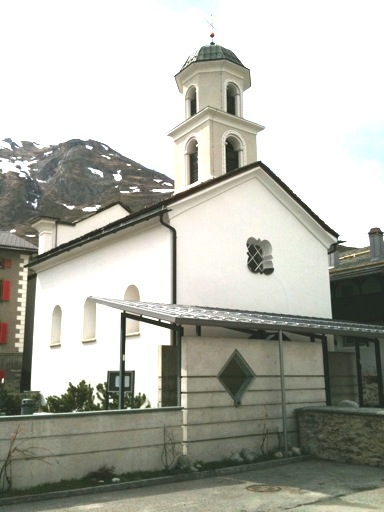
Reformierte Kirche Bivio

Die reformierte Kirche in Bivio zuoberst im Oberhalbstein ist ein evangelisch-reformiertes Gotteshaus unter dem Denkmalschutz des Kantons Graubünden.

## Geschichte und Ausstattung

### Reformation und folgendes Jahrhundert
Ein Teil des Dorfes Bivio nahm vor 1584 die Reformation an, so dass Bivio zu einem konfessionell paritätischen Dorf wurde. Die heutige Kirche wurde erst 1675 nach den Bündner Wirren errichtet, so dass die Zeit der Auseinandersetzung um die simultane Benutzung der Kirche Son Giagl (Bivioter Rätoromanisch = Galluskirche) endete.
Der Bundestag der Drei Bünde bestimmte 1657 für Bivio, dass  Son Giagl bei den Katholiken verbleiben solle, während die Reformierten im Haus Salis-Soglio einen Saal zu erhalten und zur Gottesdienststätte auszugestalten hätten. An den Kosten des Saalbaus hatten sich die Katholiken mit 300 Florin zu beteiligen. Der rätische Bundesstaat trug 100 Florin zu den Unkosten bei. Zudem wurde den Reformierten die kleine Glocke aus dem ehemaligen Hospiz auf dem Septimerpass zugesichert.

### Kirchbau
1668 begehrten die reformierten Bivianer erneut einen eigenen Sakralbau. Schliesslich wurde ein Kirchenbau bewilligt – unter der Auflage, auf den Turm zu verzichten.
Die reformierte Kirche und der dazugehörige konfessionelle Friedhof wurden 1671 gebaut. Auf dem Kirchendach kam ein Dachreiter zu stehen. 
Eine Renovation 1996/97 führte zum heutigen Erscheinungsbild. Der Kircheneingang wurde von der Westseite an der stark befahrenen Julierstrasse auf die Ostseite verlegt.

### Kirchturm
Der Kirchturm konnte wegen der konfessionellen Spannungen im Dorf erst 1746 später angebaut werden. Er ist ein Campanile mit polygonalem Aufsatz und dadurch zweistöckiger Glockenstube, gekrönt von einem Kreuz statt des für das reformierte Graubünden sonst charakteristischen Hahns.

### Innenraum
Der Kirchraum ist eine schlichte, in edlem Weiss gehaltene Saalkirche ohne Chor mit zentraler, schalldeckelloser Kanzel und vorangestelltem Taufstein, der auch als Abendmahlstisch fungiert.

## Kirchliche Organisation
Die Evangelisch-reformierte Landeskirche Graubünden führt Bivio mit dem Pfarramt, dass das ganze Sursès betreut, als Kirchengemeinde Bivio-Surses.

## Galerie

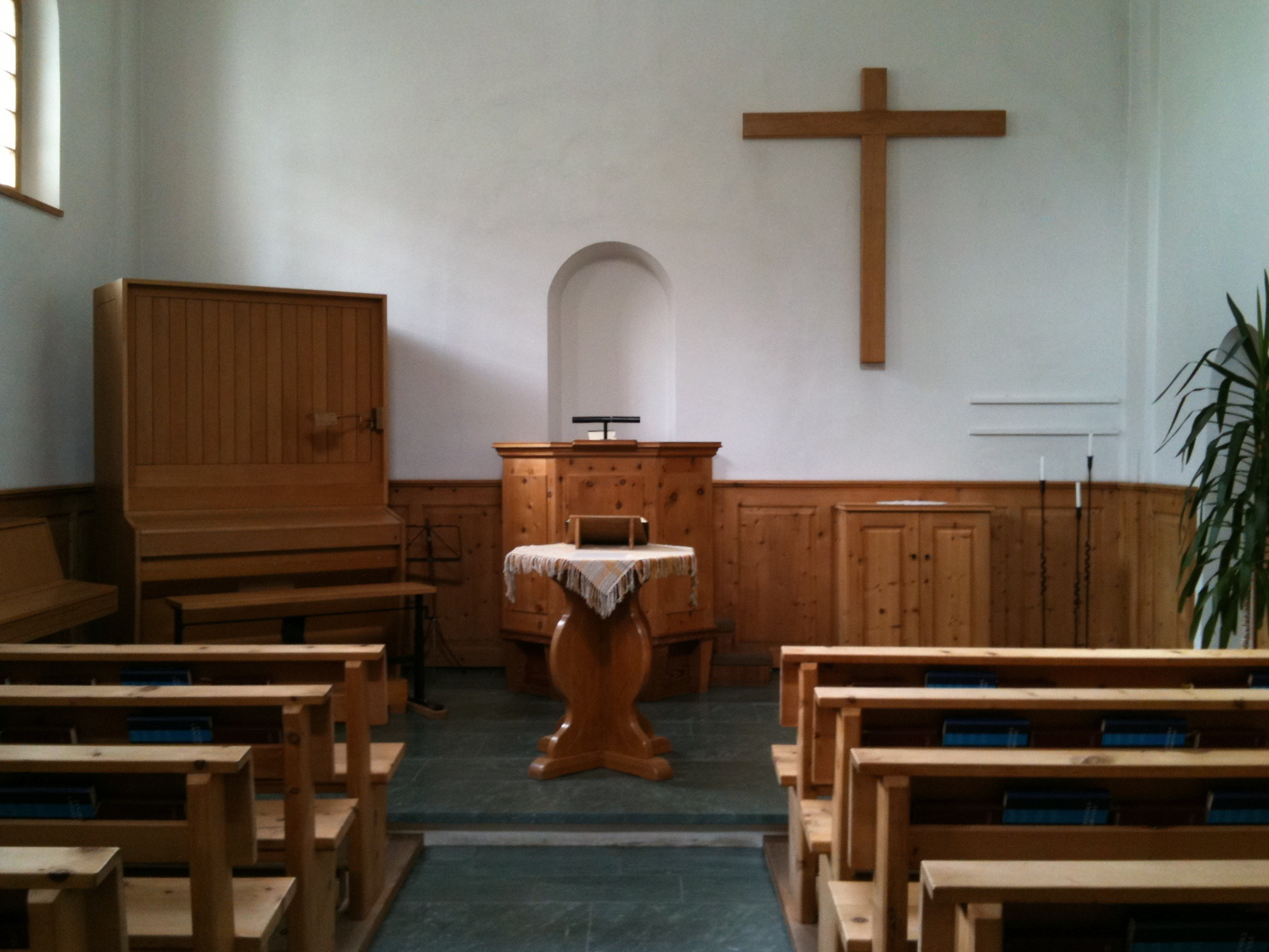
Innen
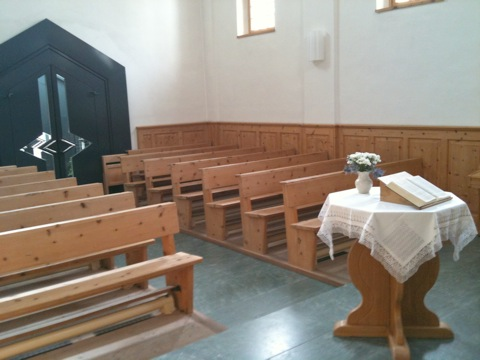
Blick in den Kirchenraum